# Get Eagles Futebol Americano
O Galo Futebol Americano, chamado anteriormente de Get Eagles Futebol Americano, é um time brasileiro de futebol americano de Belo Horizonte, Minas Gerais em parceria com o Atlético Mineiro.

## História

### Origem
O embrião da formação do clube remonta ao ano de 2002, quando amigos se encontravam em acampamentos da Igreja Batista Getsêmani, de Belo Horizonte, e realizavam 'peladas' de futebol americano. Em 2009 é criado, por Walter Mosca e Nicholas Marques, o Get Eagles Football Flag, equipe que atuava na modalidade sem equipamentos.

### Belo Horizonte Get Eagles (2014-2016)
Em dezembro de 2014 é fundado por  Walter Mosca, Nicholas Marques e Filipe Roberto o Belo Horizonte Get Eagles, com o objetivo de praticar a modalidade Full Pad do Futebol Americano.
No dia 6 de fevereiro de 2016, o Belo Horizonte Get Eagles conquista a II Copa América de Futebol Americano, na cidade de Huixquilucan, no México, ao vencer o Botafogo Challengers na final pelo placar de 13 a 0.
No dia 18 de junho de 2016 o Belo Horizonte Get Eagles disputou a final do Campeonato Mineiro de Futebol Americano de 2016, do qual foi vice campeão logo em sua primeira participação, ao perder de virada pelo placar de 21 a 17 para o Minas Locomotiva, que conquistou o tricampeonato.
Em 11 de dezembro de 2016 o Belo Horizonte Get Eagles disputa sua terceira final na temporada, desta vez na Liga Nacional de Futebol Americano, a divisão de acesso da modalidade esportiva no país, e conquista o título e o acesso à Superliga Nacional, ao bater o Sinop Coyotes pelo placar de 39 a 7.

### Sada Cruzeiro Futebol Americano (2017)
Em 10 de março de 2017, o Belo Horizonte Get Eagles e o Cruzeiro Esporte Clube, ambos de Belo Horizonte (MG), e a Sada Transportes, com sede em Contagem (MG), firmaram parceria para a criação do Sada Cruzeiro Futebol Americano no centro de treinamentos Toca da Raposa II, pertencente ao Cruzeiro.
Dois dias após, em 12 de março de 2017, a equipe recém-formada realiza seu primeiro jogo sob a nova alcunha contra o Unimed Miners em São Sebastião do Paraíso - MG, casa da equipe adversária. O jogo seria válido pela primeira rodada do campeonato mineiro de 2017, mas devido ao cancelamento do campeonato teve caráter amistoso. O placar final do jogo de estréia foi 39 a 0 a favor do Sada Cruzeiro FA.
A parceria entre Sada e Cruzeiro Esporte Clube remonta a 2009 e teve como fruto o Sada Cruzeiro Vôlei, uma equipe de vôlei masculino incontestável em suas conquistas.
O Sada Cruzeiro FA nasceu com uma base potencial de 5 milhões de torcedores, que é a base de torcedores do time de futebol do Cruzeiro Esporte Clube.
No dia 10 de dezembro de 2017, ao fim da temporada, o Sada Cruzeiro venceu o Brasil Bowl VIII, final da Brasil Futebol Americano de 2017, derrotando o João Pessoa Espectros por 30 a 13, se tornando campeão brasileiro de futebol americano. O título veio coroando a grande performance na temporada, sendo conquistado de forma invicta e na primeira participação dos foxes na competição.

#### Equipe B
O Belo Horizonte Get Eagles preservou o nome na divisão de acesso e manteve a águia como mascote, sendo esta uma equipe de desenvolvimento (categoria de base) para revelação de novos talentos para a equipe principal, mesmo formato já utilizado pela equipe de vôlei.

### Galo Futebol Americano (2018-presente)
Em 2018, o Cruzeiro Esporte Clube rompe a parceria com o Get Eagles e faz nova parceria com o Juiz de Fora Imperadores, criando assim, o Cruzeiro Imperadores.
Com isso, o Get Eagles faz parceria com o arquirrival do Cruzeiro, o Atlético Mineiro, passando a chamar-se Galo Futebol Americano tendo o Grupo Sada ainda como principal patrocinador.
A estreia do Galo FA foi em 17 de março, contra o Nova Serrana Forgeds, pelo Campeonato Mineiro. O Galo FA derrotou facilmente o rival por 82 a 7.
A final, o Minas Bowl, foi disputado entre as equipes Galo e América Locomotiva (antigo Minas Locomotiva), sendo o reencontro de grandes rivais. O América vinha fazendo boa campanha no estadual, mas não foi páreo para a equipe do Atlético, que dominou a partida em todos os quartos. A equipe alvinegra venceu o Locomotiva por 50 a 14 e sagrou-se a grande campeã mineira em 2018, sendo esse o primeiro título com a camisa do Galo.
Na Brasil Futebol Americano de 2018, o Galo FA se sagrou campeão invicto, vencendo a Conferência Sudeste com 278 pontos de saldo, tendo marcado 314 e sofrido apenas 36. Nos playoffs, na semifinal de conferência, derrotou o Botafogo Reptiles por 53 a 0, se qualificando para a final de conferência, em que enfrentou o Tritões FA do Espírito Santo, vencendo por 47 a 14, se tornando o campeão da Conferência Sudeste.
Na semifinal nacional, enfrentou o Timbó Rex de Santa Catarina, vencendo o jogo por 14 a 0 e se classificando para a final nacional, o chamado Brasil Bowl IX. Na grande final, o adversário foi o João Pessoa Espectros, equipe também invicta até então. No jogo, que foi extremamente disputado e acirrado, o Galo FA estava perdendo até dois minutos para o encerramento do jogo, quando em uma corrida de Parris Lee, que anotou um touchdown e deu a vitória para o clube.

## Títulos
Campeão Invicto
| NACIONAIS      | NACIONAIS                         | NACIONAIS | NACIONAIS        |
|                | Competição                        | Títulos   | Temporadas       |
| -------------- | --------------------------------- | --------- | ---------------- |
| Brasil         | Campeonato Brasileiro             | 3         | 2017, 2018, 2023 |
| Brasil         | Liga Nacional                     | 1         | 2016             |
| INTERNACIONAIS |                                   |           |                  |
|                | Competição                        | Títulos   | Temporadas       |
| México         | Copa América de Futebol Americano | 1         | 2016             |

| ESTADUAIS    | ESTADUAIS          | ESTADUAIS | ESTADUAIS  |
|              | Competição         | Títulos   | Temporadas |
| ------------ | ------------------ | --------- | ---------- |
| Minas Gerais | Copa Minas         | 1         | 2017       |
| Minas Gerais | Campeonato Mineiro | 1         | 2018, 2019 |